# Landtagswahlkreis Gardelegen – Stendal III
Der Landtagswahlkreis Gardelegen – Stendal III ist ein ehemaliger Landtagswahlkreis in Sachsen-Anhalt. Er existierte in diesem Zuschnitt nur zur Landtagswahl 1990 und wurde bei der Landtagswahl 1994 in die Landtagswahlkreise Stendal und Gardelegen-Klötze aufgeteilt.

## Wahlkreisgebiet
Der Wahlkreis umfasste den Kreis Gardelegen und Teile des Kreises Stendal mit dem Gebietsstand vom Juli 1990.

## Wahlergebnis
Bei der Landtagswahl in Sachsen-Anhalt 1990 hatte der Wahlkreis die Wahlkreisnummer 3 Es traten folgende Kandidaten an:
|                   |                         | Erst- stimmen | Erst- stimmen | Zweit- stimmen | Zweit- stimmen |
| Bewerber          | Partei                  | Anzahl        | %             | Anzahl         | %              |
| ----------------- | ----------------------- | ------------- | ------------- | -------------- | -------------- |
| Wahlberechtigte   | Wahlberechtigte         | 35.170        | 100,0         | 35.170         | 100,0          |
| Wähler            | Wähler                  | 22.930        | 65,2          | 22.930         | 65,2           |
| Ungültige Stimmen | Ungültige Stimmen       | 1.361         | 5,9           | 868            | 3,8            |
| Gültige Stimmen   | Gültige Stimmen         | 21.569        | 94,1          | 22.062         | 96,2           |
| davon             |                         |               |               |                |                |
| Armin Kleinau     | CDU                     | 8.221         | 38,1          | 9.289          | 42,1           |
|                   | SPD                     | 6.540         | 30,3          | 6.335          | 28,7           |
|                   | PDS                     | 2.770         | 12,8          | 2.556          | 11,6           |
|                   | FDP                     | 1.551         | 7,2           | 1.883          | 8,5            |
|                   | Grüne Liste/Neues Forum | 1.262         | 5,9           | 1.031          | 4,7            |
|                   | DFD                     | 641           | 3,0           | 339            | 1,5            |
|                   | DSU                     | 584           | 2,7           | 307            | 1,4            |
|                   | NPD                     | -             | -             | 35             | 0,2            |
| –                 | REP                     | –             | –             | 116            | 0,5            |
| -                 | DBU                     | –             | –             | 86             | 0,4            |
| –                 | Christliche Liga        | –             | –             | 54             | 0,2            |
| –                 | CSP                     | –             | –             | 20             | 0,1            |
| –                 | USPD                    | –             | –             | 11             | 0,0            |